# Kup europskih prvaka u rukometu 1991./92.
Ovo je 32. izdanje Kupa europskih prvaka u rukometu. Nakon prvog i drugog kruga izbacivanja, igrale su se četvrtzavršnica, poluzavršnica i završnica. Završnica je odigrana u Grazu ().

## Turnir

### Četvrtzavršnica
- RK Zagreb -  SKIF Krasnodar 29:24, 21:20 (ukupno 50:44)
- Kolding IF -  USAM Nimes 25:23, 24:23 (ukupno 49:46)
- Valur Reykjavik -  Barcelona 19:23, 15:27 (ukupno 34:50)
- TEKA Santander -  Elektromos Budimpešta 30:18, 28:24 (ukupno 58:42)

### Poluzavršnica
- RK Zagreb -  Kolding IF 26:17, 20:26 (ukupno 46:43)
- TEKA Santander -  Barcelona 14:14, 24:23 (ukupno 38:37)

### Završnica
- RK Zagreb -  TEKA Santander 22:20, 28:18 (ukupno 50:38)

- europski prvak:  RK Zagreb (prvi naslov)